# Rowntree's
Rowntree's est une entreprise britannique spécialisée dans la production de friandises, fondée en 1862 à York et intégrée à Nestlé en 1988. La société est à l'origine de plusieurs marques commerciales à succès parmi lesquelles Lion, Polo, Kit Kat, Smarties ou After Eight.

## Historique

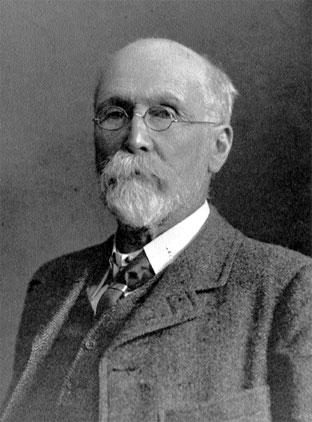
Joseph Rowntree vers 1920

En 1862, Henry Isaac Rowntree rachète les actifs de son employeur, la famille Tuke, concernant leurs activités autour du chocolat et du cacao. Durant les premières années, la société emploie une douzaine de personnes mais rapidement, les multiples engagements d'Henry Isaac (dans la Société des Amis (quakers) ou dans la production d'un journal, le Yorkshire Weekly Press) entrainent le déclin de l'entreprise, qui rencontre des difficultés financières en juillet 1869. C'est alors que son frère Joseph Rowntree le rejoint et que la société H.I. Rowntree & co. est officiellement formée. Cette société embauche le français Claude Gaget, qui travaillait jusqu'alors pour la succursale londonienne d'une société française de friandises. Ce nouvel employé travaille à la mise au point d'une recette de bonbons pour diversifier l'offre, concentrée jusque-là autour du chocolat brut. La recette conduit à la mise en vente en 1881 des Rowntree’s Crystallised Gum Pastilles qui rencontrent le succès, faisant quadrupler les profits à cette période par rapport aux dix années précédentes.
En 1883, Henry Isaac meurt sans héritier d'une péritonite, Joseph prenant alors seul la tête de l'entreprise.

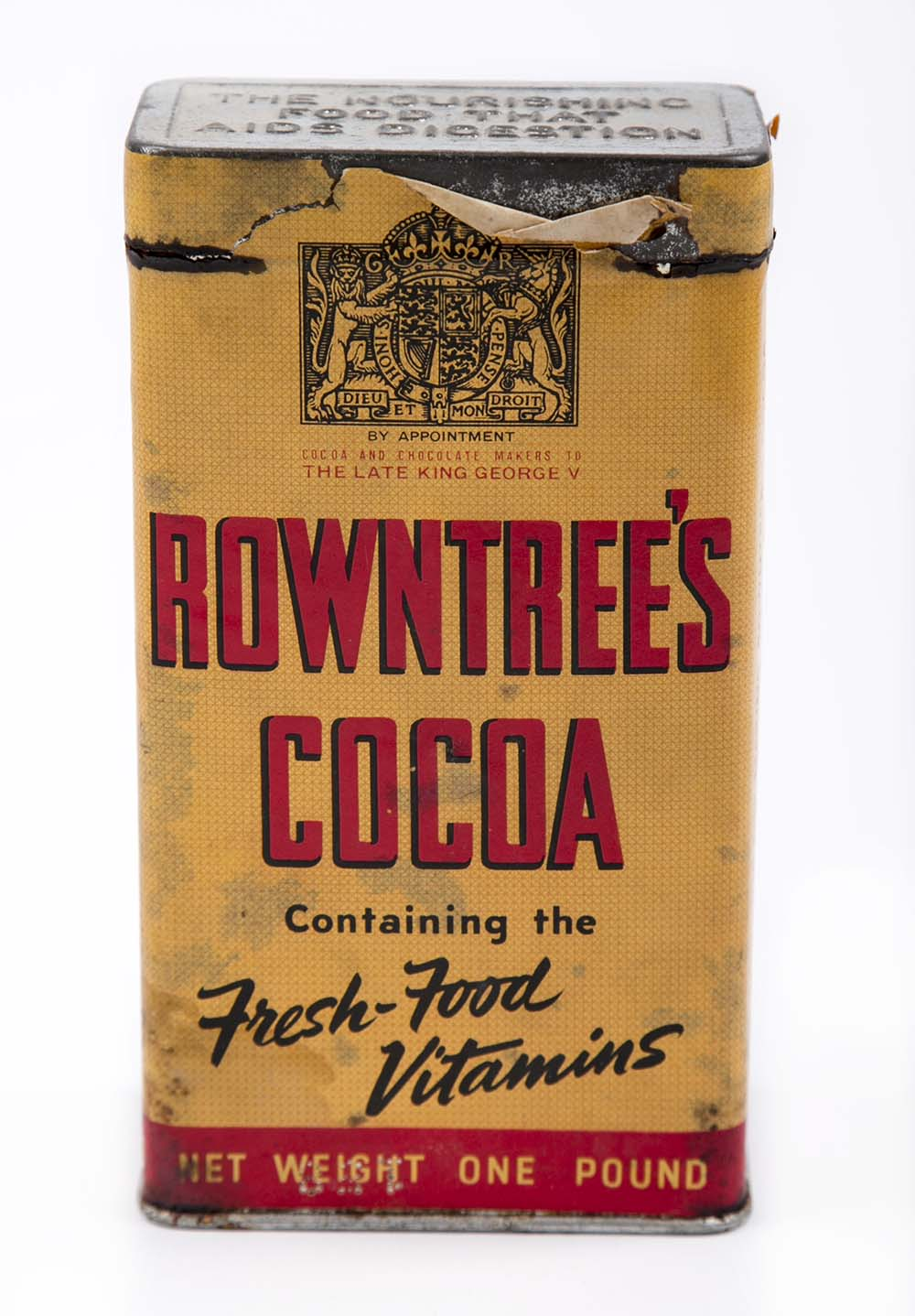
Les Rowntree's Cocoa entre 1936 et 1941.

L'appartenance des Rowntree à la Société religieuse des Amis (comme leur concurrent John Cadbury) aura une forte influence sur leur manière de gérer l'entreprise, intégrant une dimension sociale forte : médecine du travail en 1904, plan d'épargne en 1905, une école en 1905 ou encore un système de congés maladie en 1910. En 1923, lorsque Joseph Rowntree quitte son poste de président à l'âge de 87 ans, l'entreprise emploie plus de 7000 personnes mais souffre encore de la crise économique consécutive à la Première Guerre mondiale et surtout, son appareil de production est en retard sur celui de ses concurrents au premier rang desquels Cadbury.
En 1969, Rowntree fusionne avec la confiserie canadienne Mackintosh's (en) donnant naissance à la Rowntree Mackintosh Confectionery (en).
En 1987, la société suisse Nestlé a acheté la confiserie Rowntree Mackintosh. Deux produits conservent le nom de l'ancienne entreprise : les Rowntree's Randoms (en) et les Rowntree's Fruit Pastilles (en).